# فابیانو گادیلا
فابیانو گادیلا (به پرتغالی: Fabiano Ferreira Gadelha) مهاجم، هافبک اهل برزیل است که در شهر بایو، فرانسه، پارائیبا و در تاریخ ۹ ژانویهٔ ۱۹۷۹ به دنیا آمده‌است.
فابیانو گادیلا در تیم‌های فوتبال Sport Recife (PE) سابقهٔ حضور دارد.